# Chersotis laeta
Chersotis laeta är en fjärilsart som beskrevs av Hans Rebel 1904. Chersotis laeta ingår i släktet Chersotis och familjen nattflyn. Inga underarter finns listade i Catalogue of Life.